# アブドゥルラフマン・アル＝アブード
アブドゥルラフマン・アル＝アブード（Abdulrahman Al-Aboud, 1995年6月1日 - ）は、サウジアラビア・ダンマーム出身のサッカー選手。アル・イテハド所属。サウジアラビア代表。ポジションはミッドフィールダー。

## 経歴
2016-17シーズンにアル・オルーバに期限付き移籍するが、2017年1月にアル・イテファクに復帰した。同シーズンの第21節でリーグ初出場を飾る。
2019-20シーズンよりアル・イテハドに所属。2019年8月12日にAFCアジアチャンピオンズリーグ初出場を果たした。

### 代表
2018年9月20日のボリビア代表との親善試合でA代表デビュー。
2022 FIFAワールドカップの本大会メンバーにも選出された。

## 代表歴

### 出場大会
- サウジアラビア代表
  - 2022 FIFAワールドカップ

### 試合数
- 国際Aマッチ 5試合 0得点（2018年-2022年）[5]

| サウジアラビア代表 | 国際Aマッチ | 国際Aマッチ |
| 年                 | 出場        | 得点        |
| ------------------ | ----------- | ----------- |
| 2018               | 1           | 0           |
| 2019               | 0           | 0           |
| 2020               | 0           | 0           |
| 2021               | 1           | 0           |
| 2022               | 3           | 0           |
| 通算               | 5           | 0           |